# Coppa di Croazia di pallacanestro maschile 2024-2025
La Coppa di Croazia di pallacanestro maschile 2024-2025 è stata la trentaquattresima edizione del torneo. Nota anche come Kup Krešimir Ćosić (in italiano Coppa Krešimir Ćosić) in onore di Krešimir Ćosić, la fase finale del torneo si è disputata dall'11 al 15 febbraio nella Sportska dvorana di Zabok.
Il torneo è stato vinto dallo Spalato, che ha battuto in finale l'Alkar con il punteggio di 77-60, vincendo così per la sesta volta la competizione.  Per l'Alkar si è trattato della prima finale nella storia della competizione.

## Squadre
Si qualificano alla competizione 16 squadre: le 12 partecipanti al Premijer liga 2024-2025 e 4 club vincitori delle coppe regionali. Dalla regione Centro si è qualificato il Samobor, dalla regione Ovest lo Škrljevo, dalla regione Sud il Kaštela, mentre il rappresentante congiunto delle regioni Nord ed Est è il Marsonia.
| - Attraverso la Premijer liga: - Alkar - Cedevita Junior - Cibona Zagabria - Dinamo Zagabria - Dubrava - Dubrovnik - Kvarner 2010 - Osijek - Spalato - Šibenka - Zabok - Zara | - Attraverso le Coppe regionali: - Kaštela - Marsonia - Samobor - Škrljevo |

## Tabellini

### Quarti di finale
| Zabok 11 febbraio 2025, ore 17:00 Quarto di finale | Cibona Zagabria | 90 – 85 (26-24, 47-53, 65-62) referto | Marsonia | Sportska dvorana Zabok (150 spett.) |
| \| \| \| \| \| Bundović 20 Smajlagić 19 Perasović 17 \| Punti \| 31 Šljivarić 19 Zelanto 16 Lisica \| \| Bundović 6 \| Assist \| 6 Oštrić \| \| Perasović 9 \| Rimbalzi \| 8 Zelanto \| \| Josip Sesar \| Allenatori \| Igor Kovačević \| |                 |                                       |          |                                     |
| |                 |                                       |          |                                     |
| Bundović 20 Smajlagić 19 Perasović 17 | Punti           | 31 Šljivarić 19 Zelanto 16 Lisica     |          |                                     |
| Bundović 6 | Assist          | 6 Oštrić                              |          |                                     |
| Perasović 9 | Rimbalzi        | 8 Zelanto                             |          |                                     |
| Josip Sesar | Allenatori      | Igor Kovačević                        |          |                                     |

| Zabok 11 febbraio 2025, ore 20:00 Quarto di finale | Zabok      | 85 – 87 (23-13, 42-30, 62-54) referto | Cedevita Junior | Sportska dvorana Zabok (500 spett.) |
| \| \| \| \| \| Sikirić 21 Lužaić 19 Sow 18 \| Punti \| 26 Sly 14 Sobin 13 Šare \| \| Kapusta 6 \| Assist \| 6 Sobin, Sly \| \| Sikirić 8 \| Rimbalzi \| 10 Sobin \| \| Veljko Mršić \| Allenatori \| Ivan Tomas \| |            |                                       |                 |                                     |
| |            |                                       |                 |                                     |
| Sikirić 21 Lužaić 19 Sow 18 | Punti      | 26 Sly 14 Sobin 13 Šare               |                 |                                     |
| Kapusta 6 | Assist     | 6 Sobin, Sly                          |                 |                                     |
| Sikirić 8 | Rimbalzi   | 10 Sobin                              |                 |                                     |
| Veljko Mršić | Allenatori | Ivan Tomas                            |                 |                                     |

| Zabok 12 febbraio 2025, ore 17:00 Quarto di finale | Kaštela    | 49 – 77 (9-22, 20-39, 40-59) referto               | Alkar | Sportska dvorana Zabok (150 spett.) |
| \| \| \| \| \| Zukanović 10 Sanader, Klepo 9 Vidović 7 \| Punti \| 14 Gurley 11 Shaw Jr 8 Kučan, Tomašević, Hunter Jr \| \| Zukanović 3 \| Assist \| 3 Porobić , Hunter Jr \| \| Zukanović 8 \| Rimbalzi \| 6 Gurley \| \| Toni Biočić \| Allenatori \| Damir Milačić \| |            |                                                    |       |                                     |
| |            |                                                    |       |                                     |
| Zukanović 10 Sanader, Klepo 9 Vidović 7 | Punti      | 14 Gurley 11 Shaw Jr 8 Kučan, Tomašević, Hunter Jr |       |                                     |
| Zukanović 3 | Assist     | 3 Porobić , Hunter Jr                              |       |                                     |
| Zukanović 8 | Rimbalzi   | 6 Gurley                                           |       |                                     |
| Toni Biočić | Allenatori | Damir Milačić                                      |       |                                     |

| Zabok 12 febbraio 2025, ore 20:00 Quarto di finale | Spalato    | 71 – 70 (21-21, 39-43, 55-58) referto | Zara | Sportska dvorana Zabok (800 spett.) |
| \| \| \| \| \| Shorter 19 Škara 16 Tišma 11 \| Punti \| 24 Mihailović 17 Mazalin 14 Ramljak \| \| Kapusta 3 \| Assist \| 6 Mihailović \| \| Shorter 6 \| Rimbalzi \| 5 Ramljak, Mazalin \| \| Veljko Mršić \| Allenatori \| Danijel Jusup \| |            |                                       |      |                                     |
| |            |                                       |      |                                     |
| Shorter 19 Škara 16 Tišma 11 | Punti      | 24 Mihailović 17 Mazalin 14 Ramljak   |      |                                     |
| Kapusta 3 | Assist     | 6 Mihailović                          |      |                                     |
| Shorter 6 | Rimbalzi   | 5 Ramljak, Mazalin                    |      |                                     |
| Veljko Mršić | Allenatori | Danijel Jusup                         |      |                                     |

### Semifinali
| Arbitri: | Josip Jurčević (Spalato) Roko Hordov (Spalato) Marko Mustapić (Zagabria) |

|                                 |            |                            |
| Gurley 25 Porobić 14 Shaw Jr 13 | Punti      | 13 Eaddy 10 Sobin 9 Buljan |
| Svoboda 4                       | Assist     | 3 Sly                      |
| Svoboda 11                      | Rimbalzi   | 14 Buljan                  |
| Damir Milačić                   | Allenatori | Dino Repeša                |

| Arbitri: | Denis Hadžić (Pola) Martin Vulić (Zara) Tomislav Vovk (Slavonski Brod) |

|                                   |            |                                  |
| Shorter 18 Jordano 15 Ljubičić 14 | Punti      | 15 Bundović 13 Radovčić 11 Ročak |
| Kapusta, Shorter 6                | Assist     | 9 Radovčić                       |
| Škara 10                          | Rimbalzi   | 6 Bundović, Ročak                |
| Veljko Mršić                      | Allenatori | Josip Sesar                      |

### Finale
| Arbitri: | Denis Hadžić (Pola) Martin Vulić (Zara) Alfred Jovović (Zagabria) |

|                                     |            |                                        |
| Hunter Jr 14 Tomašević 10 Svoboda 9 | Punti      | 19 Škara 14 Jordano 11 Ljubičić, Kučić |
| Svoboda, Hunter 4                   | Assist     | 5 Kapusta                              |
| Porobić, Tomašević 4                | Rimbalzi   | 4 Škara, Vuko, Ljubičić                |
| Damir Milačić                       | Allenatori | Veljko Mršić                           |

| Vincitrice Coppa di Croazia 2024-2025 |
| ------------------------------------- |
| Spalato 6º titolo                     |